# Santo Domingo
Santo Domingo (uradno Santo Domingo de Guzmán) je prestolnica in največje mesto Dominikanske republike. Število prebivalstva njenega urbanega območja leta 2003 je bilo 2,084,852, že za leto 2010 pa je uradna ocena 3,712,391. Mesto se nahaja ob ustju reke Ozame ob Karibskem morju. Leta 1496 ga je ustanovil Bartolomej Kolumb in je najdlje neprekinjeno naseljena naselbina Evropejcev v Ameriki ter prvi sedež Španskega imperija v Novem svetu, kjer je bila ustanovljena tudi prva univerza (jezuitski kolegij) v Novem svetu. V celoti ga zajema okrožje Distrito Nacional (D.N.; "Narodno okrožje"), le-to pa s treh strani meji na Provinco Santo Domingo.
V letih 1930−1961 se je mesto imenovalo "Ciudad Trujillo", saj si ga je takratni diktator Dominikanske republike, Rafael Trujillo, preimenoval v svojo čast. Po atentatu na Trujilla je mesto ponovno prevzelo svoj predhodni naziv. Dandanes je Santo Domingo metropola Dominikanske republike in največje (vele)mesto na Karibih. Loughborough University Santo Domingo na svoji lestvici svetovljanstva uvršča na stopnjo Gamma.
Podnebje je tropsko ob obalah je zelo vlažno. Povprečna temperatura v Santu Domingu je januarja 24 °C,septembra pa 27 °C